# Mittelalterliche Wochentagszählung
Bei der mittelalterlichen Wochentagszählung wurden die lateinisch bezeichneten Wochentage (feriae) laufend mit Ordinalzahlen durchgezählt (prima, secunda, tertia etc.), wobei die Woche mit dem Sonntag begann und der Montag der zweite Tag (feria secunda) war. 
Sonntag und Samstag, bedingt durch ihre christlich-jüdische Bedeutung, wurden durch die Bezeichnung als dies anstelle von feria hervorgehoben.

## Übersicht
| Sonntag    | (dies) dominica, selten auch feria prima, feria dominica, lux dei    |
| Montag     | feria secunda                                                        |
| Dienstag   | feria tertia                                                         |
| Mittwoch   | feria quarta, selten media septimana                                 |
| Donnerstag | feria quinta                                                         |
| Freitag    | feria sexta                                                          |
| Samstag    | dies sabbatinus/Sabbati, Sabbatum, selten auch feria septima/Sabbati |

## Geschichte
Die Wochentagszählung setzte sich im Zuge der Ausbreitung des Christentums gegen die bisher gebräuchlichen antik-römischen Bezeichnungen durch. 
Eine genaue Datierung eines Wochentages erfolgte in dieser Ordnung durch den Bezug auf die Heiligen- und Feiertage. So bezeichnet beispielsweise für das Jahr 1370 feria tertia ante festum pentecostes als „Dienstag vor dem Pfingstfest“ den 28. Mai. 
Im 16. Jahrhundert, vor allem im Zug der Reformation, wurde dieser Bezug auf Heiligenfeste durch die gebräuchliche fortlaufende Zählung der Monatstage  im deutschsprachigen Raum auf Deutsch und Lateinisch (beispielsweise vicesima tertia die Junii = 23. Juni) abgelöst. Diese Kalenderform war zwar bereits im Hochmittelalter bekannt gewesen, aber nur selten angewendet worden, so in den Kanzleien Heinrichs VI. und Friedrichs II.

## Heutige Situation
Bis 1976 (Inkrafttreten der Norm DIN 1355-1) wurde in der Bundesrepublik Deutschland der Wochenbeginn am Sonntag empfohlen.
Im Portugiesischen werden die Wochentage (von Montag, segunda-feira, bis Freitag, sexta-feira) noch heute durchgezählt. Ebenso ist es in Japan (siehe Japanische Zeitrechnung, Wochentage).
Im Deutschen zeigt Mittwoch (vgl. media septimana), dass die Woche vom Sonntag bis zum Samstag gezählt wird.
Auch z. B. das Hebräische יוֹם חֲמִישִׁי jom chamischi (vgl. schon Gen 1,23 ), das griechische πέμπτη ἡμέρα pémptē hēméra und das bairische Pfinztag ‚fünfter Tag‘ für den Donnerstag entsprechen der mittelalterlichen Wochentagszählung.